# Louis Karpinski
Louis Karpinski   (Rochester, 5 d'agost de 1878 - Winter Haven, 25 de gener de 1956) va ser un matemàtic i historiador de les matemàtiques estatunidenc.

## Vida i Obra
Karpinski va estudiar al New York State Normal School d'Oswego (Nova York) de 1894 a 1897. Després de donar classes durant dos cursos al Berea College de Kentucky, es va matricular a la universitat Cornell, en la qual es va graduar en matemàtiques el 1901. Per ampliar estudis va anar a Europa, on va obtenir el doctorat el 1903 a la universitat d'Estrasburg amb una tesi sobre teoria de nombres, dirigida per Heinrich Weber. A partir de 1904 va ser professor de la universitat de Michigan, en la qual es va jubilar el 1948.
El curs 1909-1910 va fer una estança a la Universitat de Colúmbia en la que va coincidir amb David Eugene Smith. Sota la seva influència es va començar a interessar per la història de les matemàtiques. Fruit d'aquesta col·laboració va ser el llibre, escrit conjuntament, The Hindu-Arabic Numerals (1911). En articles posteriors va establir hipòtesis sobre l'aparició del zero posicional a la matemàtica hindú. Va escriure més d'un centenar d'obres, entre les quals destaquen els seus treballs sobre Abu-Kàmil Xujà, Jacopo da Firenze, i Robert de Chester.
També va ser un notable jugador de escacs i un gran col·leccionista i estudiós de la cartografia.